# Enzo Cilenti
Enzo Cilenti est un acteur britannique né le 8 août 1974 à Bradford en Angleterre.

## Filmographie

### Cinéma
- 1999 : Wonderland : Darren
- 2001 : Shopping de nuit : Lenny
- 2001 : Fallen Dreams : Arthur
- 2002 : 24 Hour Party People : Peter Saville
- 2002 : Legion of Honor : Sergent Crepelli
- 2003 : Crust : Todd Higgins
- 2004 : Millions : St Francis
- 2005 : Appelez-moi Kubrick : Waldegrave
- 2006 : Rabbit Fever : Andrew
- 2007 : Next : M. Jones
- 2009 : In the Loop : Bob Adriano
- 2009 : Phénomènes paranormaux : Scott Stracinsky
- 2009 : Nine : Leopardi
- 2011 : Rhum express : Digby
- 2013 : Kick-Ass 2 : Lou
- 2013 : Atomic Apocalypse : Leo Tarsky
- 2014 : Les Gardiens de la Galaxie : le garde de la tour
- 2014 : Une merveilleuse histoire du temps : Kip Thorne
- 2015 : Seul sur Mars : Mike Watkins
- 2015 : High-Rise : Talbot
- 2015 : L'Homme qui défiait l'infini : le médecin
- 2015 : The Wicked Within : Michael
- 2016 : Bridget Jones Baby : Gianni
- 2016 : Free Fire : Bernie
- 2017 : HHhH : Adolf Opalka
- 2018 : Juliet, Naked : Barnesy
- 2019 : Greed
- 2019 : National Theatre Live : Joe Lyppiatt
- 2021 : Zone hostile : Miller
- 2022 : Across the River and Into the Trees : Gran Maestro
- 2024 : The Beekeeper de David Ayer : Rico Anzalone

### Télévision
- 1998 : Scotland Yard, crimes sur la Tamise : Antonio Bellini (2 épisodes)
- 1998 : The Bill : Jerome Taylor (1 épisode)
- 2002 : Rescue Me : Les Héros du 11 septembre : Tony (1 épisode)
- 2003 : MI-5 : Carlo Franceschini (4 épisodes)
- 2003 : Where the Heart Is : Carl (1 épisode)
- 2005 : Rome : Evander Pulchio (4 épisodes)
- 2006-2007 : NCIS : Enquêtes spéciales : Mamoun Sharif (2 épisodes)
- 2011 : Lie to Me : John Lightman (1 épisode)
- 2012 : Dr House : Matt Johnson (1 épisode)
- 2013 : Prisoners' Wives : Mick (4 épisodes)
- 2015 : Dans l'ombre des Tudors : Antonio Bonvisi (2 épisodes)
- 2015 : Jonathan Strange et Mr Norrell : Childermass (7 épisodes)
- 2015 : Jekyll and Hyde : Capitaine Dance (8 épisodes)
- 2015-2016 : Game of Thrones : Yezzan zo Qaggaz (4 épisodes)
- 2016 : Hooten and the Lady : Tramacca (1 épisode)
- 2016 : Grantchester : Felix Davis (1 épisode)
- 2016-2017 : Le Dernier Seigneur : Aubrey Hackett (9 épisodes)
- 2018 : Next of Kin : DS Joe Townsend (4 épisodes)
- 2019 : Luther : Jeremy Lake (4 épisodes)
- 2019 : Les Misérables : Rivette (4 épisodes)
- 2021 : Breeders : George (3 épisodes)
- 2021 : Dominia : Tiberius Nero (3 épisodes)
- 2021 : The Girlfriend Experience : Sean (7 épisodes)
- 2022 : The Serpent Queen : Ruggieri (8 épisodes)
- 2026 : Kill Jackie